# AKB48 重溫時間 最佳曲目100 2009
AKB48 重溫時間 最佳曲目100 2009（日語：AKB48 リクエストアワーセットリストベスト100 2009）是日本女子偶像組合AKB48在2009年1月18日至1月21日在SHIBUYA-AX舉辦的演唱会。「重溫時間 最佳曲目100」是AKB48自2008年每年都舉辦的活動，2009年是第2屆。

## 概要
- 這次演唱會是在2008年11月23日的「AKB48 難道說，這場演唱會的音源不會流出嗎？」中宣佈舉行。並於2008年11月24日至12月1日接受投票[3]。而這次演唱會是對AKB48及其姊妹組合SKE48的所有歌曲（包括收錄在單曲的歌曲和劇場公演歌曲）進行投票，接著在演唱會的4天內，由第100位起以倒數的形式每天公開25首的演唱會。
- 投票方法為傳統的電郵方法，每人只可以投票1次[4]。
- 這年可供投票的歌曲共有170首，比2008年多了70首歌曲[4]。
- 這次演唱會亦是野口玲菜[5]及松岡由紀[6]畢業前的最後演唱會。

## 曲目
在100首入選的歌曲中，收錄在單曲的歌曲有10首。而在劇場公演方面，Team A公演歌曲有28首，Team K公演歌曲有26首，Team B公演歌曲有15首，向日葵組公演歌曲有15首。另外SKE48則有1首，廣告歌曲、團體歌曲及個人歌曲等則有5首。
- 所有時間為日本時間。
- 舉行時間：入場時間17:00、出演時間18:00[1]

### 第1日
- 表演前播報：大堀惠

- 表演後播報：大堀惠

### 第2日
- 表演前播報：田名部生來

- 表演後播報：田名部生來

### 第3日
- 表演前播報：仁藤萌乃

- 表演後播報：仁藤萌乃

### 第4日
- 表演前播報：渡邊麻友

- 表演後播報：浦野一美

## DVD
演唱會的DVD於2009年4月23日由AKS發行，分為普通DVD版本及Premium BOX版本。DVD版本共有5枚，分別收錄4天的演唱會及幕後花絮。而Premium BOX版本則包括上述5枚DVD、150頁寫真集及隨機5張生寫真。此外，於指定時間內預訂會再附送32頁寫真集。
而在幕後花絮中，負責拍攝成員採排等情況的成員分別是宮崎美穗、北原里英（第1天）；梅田彩佳（第2天）；片山陽加、指原莉乃（第3天）及藤江麗奈（第4天）。
根據Oricon公信榜，本DVD的最高排名是131名。

## 外部連結
- （日語）AKB官方網站（页面存档备份，存于）